# Zuzanna Bijoch
Zuzanna Bijoch (ur. 20 czerwca 1994 w Katowicach) – polska modelka.
Brała udział w pokazach domów mody, takich jak: Prada, Gucci, Roberto Cavalli, Christian Dior, Alexander McQueen, Calvin Klein, Chanel, Dolce & Gabbana, Louis Vuitton, Ralph Lauren, Versace i Yves Saint Laurent. Pojawiła się w czasopismach modowych, m.in.: „Elle”, „Vogue”, „Harper’s Bazaar” i „Glamour”.

## Życiorys
Absolwentka I Liceum Ogólnokształcącego im. Mikołaja Kopernika w Katowicach. 
W 2007 wygrała konkurs organizowany przez magazyn „Bravo Girl”. Zadebiutowała jako modelka w 2011, kiedy Miuccia Prada wybrała ją na twarz swojej najnowszej kampanii; podpisała wówczas kontrakt na wyłączność. W światowym rankingu modelek Top 50 models zajęła 13. miejsce.
Jej kolejnym sukcesem była kampania dla francuskiego domu mody Louis Vuitton, którego dyrektorem artystycznym jest Marc Jacobs. W 2011 pojawiła się na okładce meksykańskiej edycji magazynu „Vogue” i polskiej edycji „Elle”. Reklamowała także francuski dom mody Chloé i Proenza Schouler oraz została twarzą mascary YSL.
Brała udział w pokazach projektantów i domów mody, takich jak: Prada, Gucci, Marc Jacobs, Miu Miu, Hakaana, Christian Dior, Valentino, Givenchy, Alexander McQueen, Alexander Wang, Altuzarra, Anna Sui, Balenciaga, Calvin Klein, Carolina Herrera, Chanel, Diane von Furstenburg, Dolce & Gabbana, Donna Karan, Dries Van Noten, Elie Saab, Fendi, Jean-Paul Gaultier, Lanvin, Louis Vuitton, Max Mara, Missoni, Moschino, Nina Ricci, Óscar de la Renta, Ralph Lauren, Reed Krakoff, Roberto Cavalli, Salvatore Ferragamo, Sportmax, Stella McCartney, Thierry Mugler, Tommy Hilfiger, Tory Burch, Versace, Versus, Viktor & Rolf, Yves Saint Laurent czy Emanuel Ungaro. Pojawiła się w edytorialach magazynów, takich jak: „V magazine”, „Love magazine”, „Dazed&Confused”, „Elle”, „Numéro”, „Vogue”, „Harper’s Bazaar” czy „Glamour”. Pojawiła się także w lookbooku YSL.
Jesienią 2017 TVN wyemitował drugą edycję programu Azja Express, w którym Bijoch startowała z siostrą, Julią; zajęły piąte miejsce. 25 października ukazała się jej książka zatytułowana Modelka, w której opowiedziała o pracy modelek.